# NGC 138
NGC 138 је спирална галаксија у сазвежђу Рибе која се налази на NGC листи објеката дубоког неба.
Деклинација објекта је + 5° 9' 35" а ректасцензија 0h 30m 59,2s. Привидна величина (магнитуда) објекта NGC 138 износи 13,7 а фотографска магнитуда 14,6. NGC 138 је још познат и под ознакама UGC 308, MCG 1-2-16, CGCG 409-23, PGC 1889.